# Белый аист
Белый аист (лат. Ciconia ciconia) — вид птиц из семейства аистовых.

## Общая характеристика
Белый аист — белая птица с чёрными концами крыльев, длинной шеей, длинным, тонким, красным клювом и длинными красноватыми ногами. Когда крылья у аиста сложены, создаётся впечатление, что вся задняя часть тела аиста чёрная. Отсюда его украинское название — чорногуз. Самки по окрасу неотличимы от самцов, но несколько меньше. Рост белого аиста составляет 100—125 см, размах крыльев 155—200 см. Масса взрослой птицы достигает 4—5 кг. Продолжительность жизни белого аиста в среднем составляет 20 лет. Внешне на белого аиста похож дальневосточный аист, но в последнее время он считается отдельным видом.

## Голос
Взрослый белый аист подаёт громкий голос при встрече пары, щёлкая клювом. Птенцы белого аиста пищат и кричат голосами, похожими на мяуканье котят.
Щёлкая клювом, аист запрокидывает голову далеко на спину и втягивает назад язык, образовывая хорошо резонирующую ротовую полость для усиления звука. Щёлканье клювом на разный манер практически заменило у аиста голосовое общение.

## Распространение
Белый аист обитает в Европе и Азии. В Европе его ареал простирается на севере до Южной Швеции и Ленинградской области, на восток до Смоленска, Брянска и Липецка, причём в последние годы ареал расширяется в восточном направлении. Зимует в Индии, тропической Африке. Популяция аистов, обитающих на юге Африки, оседла. Также не улетают на зимовку некоторые аисты, живущие в Западной Европе, в местах, где относительно тёплые зимы. На зимовку белые аисты летят двумя маршрутами. Птицы, живущие к западу от реки Эльба, пересекают Гибралтарский пролив и остаются зимовать в Африке между Сахарой и тропическими дождевыми лесами. Аисты, гнездящиеся к востоку от Эльбы, летят через Малую Азию и Израиль и остаются зимовать в Восточной Африке между Южным Суданом и ЮАР. Некоторые аисты оседают в Эфиопии и Южной Аравии. На всех местах зимовок белые аисты собираются в тысячные стаи. Молодые неполовозрелые птицы иногда остаются в Африке на всё лето. Перелёт на зимовку аисты совершают днём. Они летят на большой высоте, часто паря. Для этого они выбирают самые удобные в аэродинамическом отношении маршруты. Над морем аисты летать избегают.

## Образ жизни
Белые аисты — обитатели низменных лугов и заболоченных местностей, нередко гнездятся возле человеческого жилья.

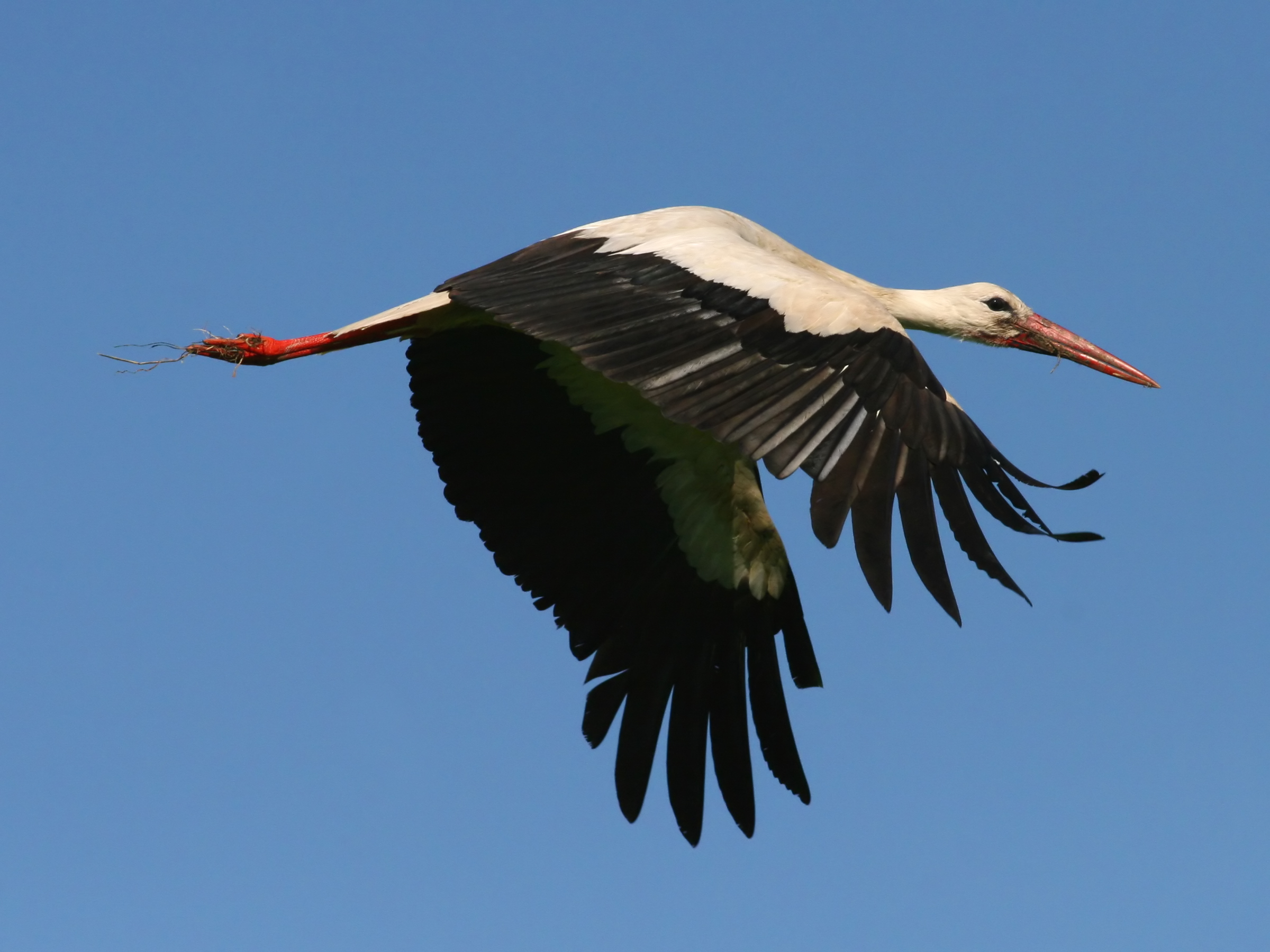
Белый аист в полёте

### Питание
Основная пища этих птиц — мелкие позвоночные и различные беспозвоночные животные. Излюбленной пищей живущих в Европе аистов являются лягушки, жабы, ужи и гадюки, а также крупные кузнечики и саранча. Питаются аисты также дождевыми червями, майскими жуками, медведками, больной или дохлой мелкой рыбой, ящерицами, мелкими млекопитающими (в основном мышами, крысами, кротами, зайчатами и сусликами), очень редко мелкими птицами. Разыскивая корм, аисты ходят не спеша, спокойно, но, увидев добычу, быстро подбегают и хватают её. Воду для птенцов родители приносят в клюве. Птенцы подставляют свой раскрытый клюв, и вода переливается как бы из сосуда в сосуд.
В первые дни после вылупления птенцов кормят в основном мелкой (и при наличии скользкой) добычей, такой как дождевые черви, головастики, насекомые и их личинки, более крупная добыча подается с третьей недели, а в возрасте c 5 недель млекопитающие и другая добыча.

## Размножение

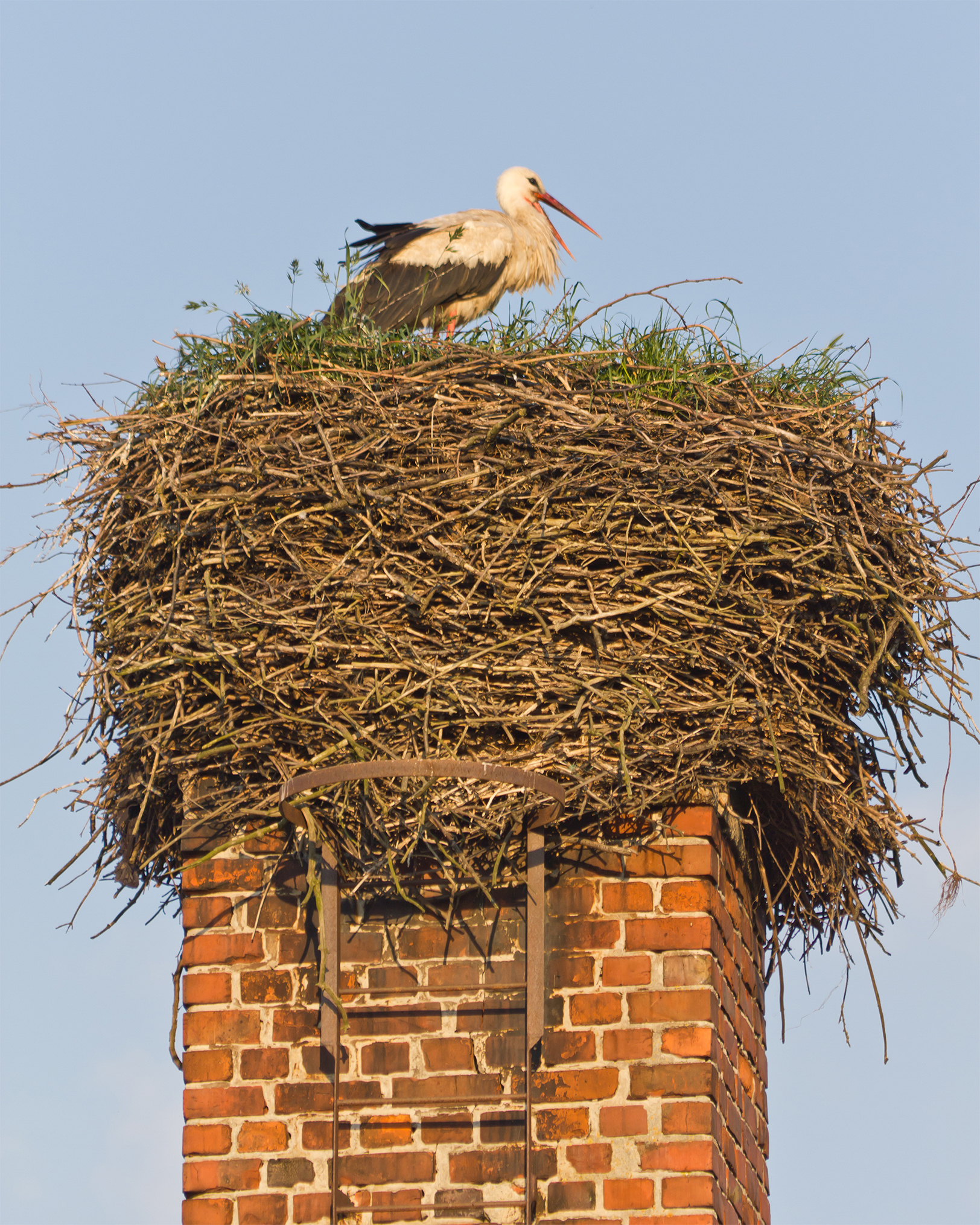
Гнездо на недействующей фабричной трубе

Изначально аисты гнездились на деревьях, устраивая там из веток огромное гнездо, но поблизости с человеческим жильём. Впоследствии они стали использовать для этого крыши домов, столбов и других построек, в том числе установленных людьми специально для этой цели. В последнее время аисты устраивают свои гнёзда на опорах высоковольтных линий, на фабричных трубах. Одно гнездо служит аистам несколько лет. Чем старше гнездо, тем больше оно в диаметре, некоторые аистиные гнёзда весят несколько центнеров. В таком огромном гнезде обычно гнездятся не только аисты, но и различные мелкие птицы — воробьи, трясогузки, скворцы. Нередко после гибели родителей гнездом завладевают их дети. Самым старым гнездом аиста считается гнездо, построенное на башне в восточной части Германии, которое служило птицам с 1549 по 1930 г.

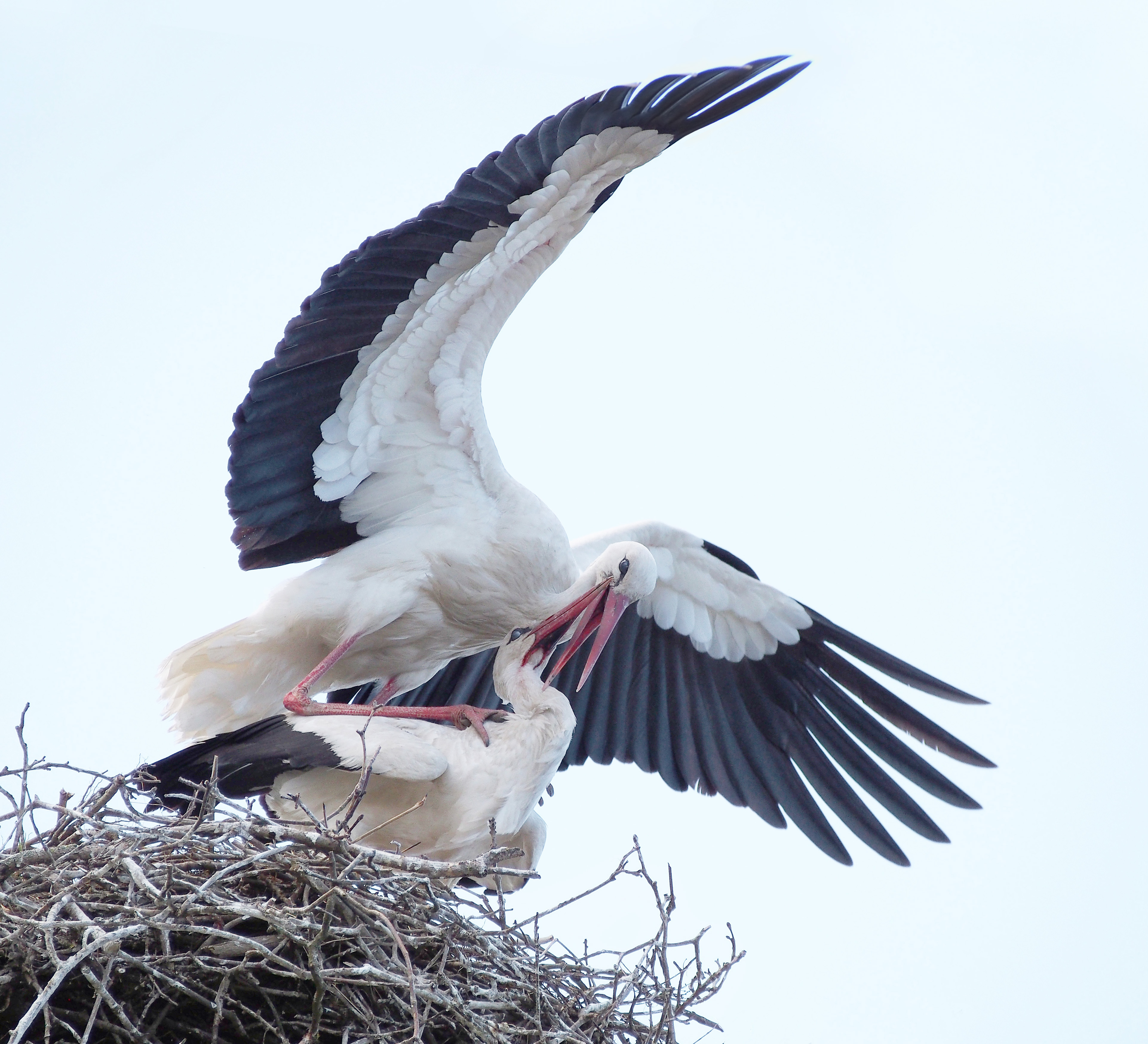
Пара аистов на гнезде

Самцы прилетают на место гнездовья на несколько дней раньше самок, иногда пролетая до 200 километров в сутки. В России прилёт аистов происходит в конце марта — начале апреля. Первую появившуюся у гнезда самку самец считает своей. Однако если вскоре к гнезду прилетит ещё одна, между ними начнётся борьба за право быть матерью, в которой самец не участвует. Победившая самка остаётся, самец приглашает её в гнездо, запрокинув голову назад, к спине, и издаёт клювом частые клацающие звуки. Для большего резонанса самец убирает язык в гортань. Точно такие же звуки самец издаёт, если к гнезду приближается другой самец белого аиста, только поза другая: тело и шея втянуты горизонтально, а крылья то поднимаются вверх, то опускаются. Часто такое происходит, когда к гнезду старого аиста прилетают молодые самцы, которым лень строить своё собственное. Если противник не слушает угроз, хозяин гнезда кидается на врага и бьёт его клювом.

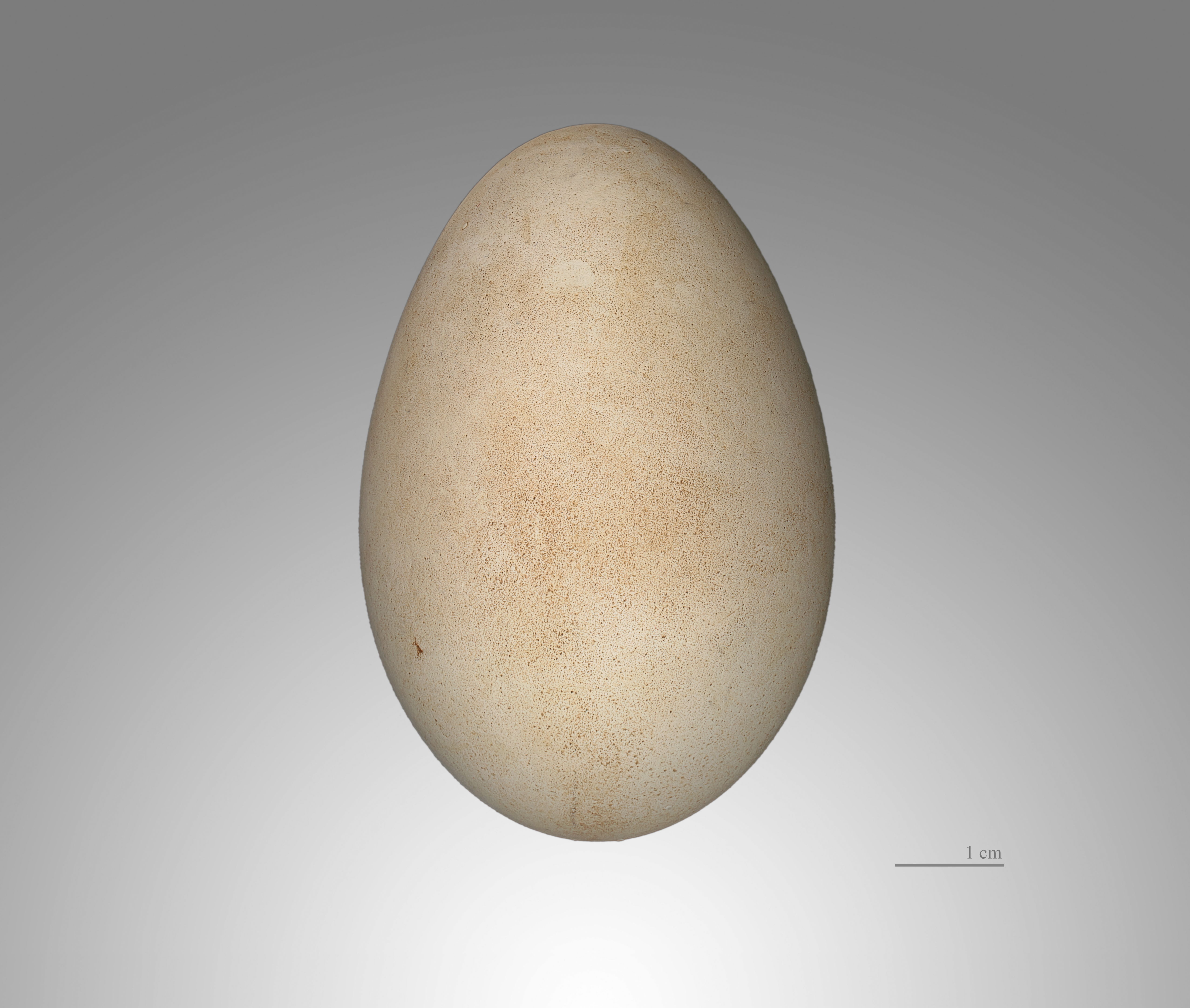
Яйцо белого аиста

Приняв приглашение самца, самка залетает в гнездо и уже обе птицы запрокидывают голову назад и клацают клювами бок о бок. Отложенные яйца (как правило от 1 до 7, чаще 2—5) белого цвета пара насиживает вместе. Как правило, самец делает это днём, самка — ночью. Смена наседки также каждый раз сопровождается особыми ритуальными позами и клацаньем клювами. Насиживание длится около 33 дней. Только что вылупившиеся птенцы аиста зрячие, но беспомощные.

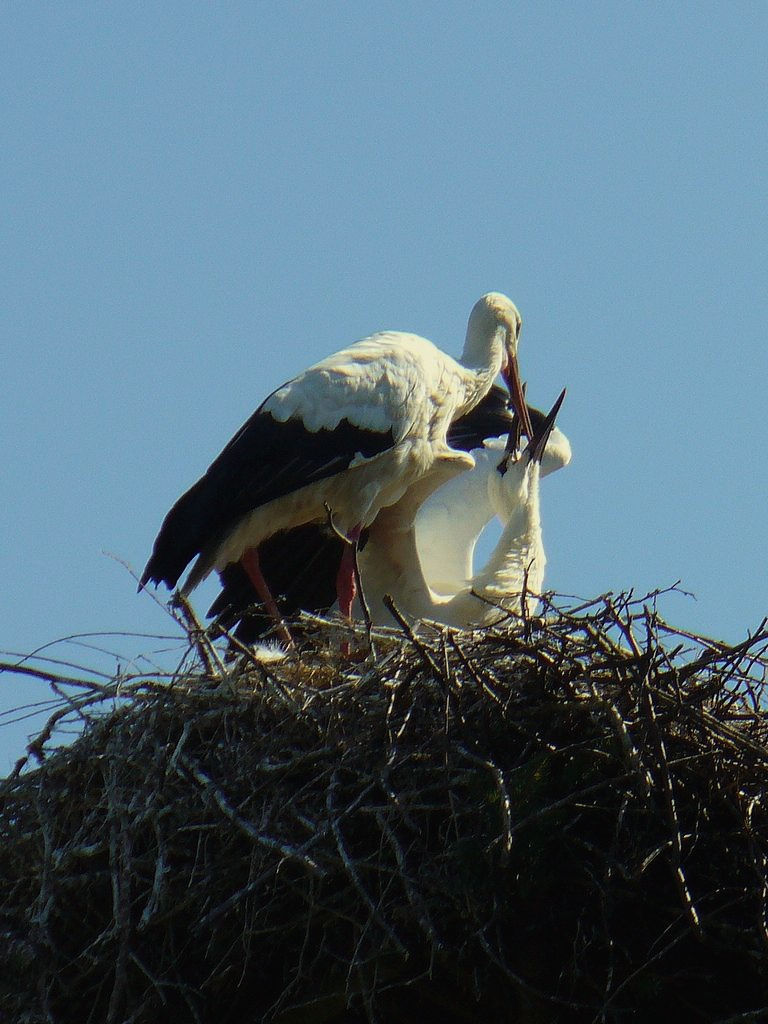
Кормление птенцов

Первое время вылупившихся птенцов кормят в основном дождевыми червями, выбрасывая их из глотки. Птенцы ловят их на лету или собирают упавших в гнезде. Став постарше, они уже умеют выхватывать пищу прямо из клюва родителей. Взрослые птицы зорко следят за своими птенцами, выбрасывая из гнезда всех слабых и больных. По данным Д. Лэку (1957), инстинкт абортирования части отложенных яиц или вылупившихся птенцов — это приспособление, позволяющее привести размер семьи в соответствие с количеством наличной пищи. В Беловежской пуще выбрасывают птенцов почти 30 % аистов, причем иногда уничтожаются даже все птенцы выводка. На выбрасывание родителями из гнезда приходится примерно 41,9 % случаев гибели птенцов белого аиста.
Впервые молодые аисты взлетают спустя 54—55 дней после вылупления, пока под присмотром родителей. Ещё 14—18 дней их кормят родители. Ночуют молодые в гнезде, днём же совершенствуют мастерство полёта.

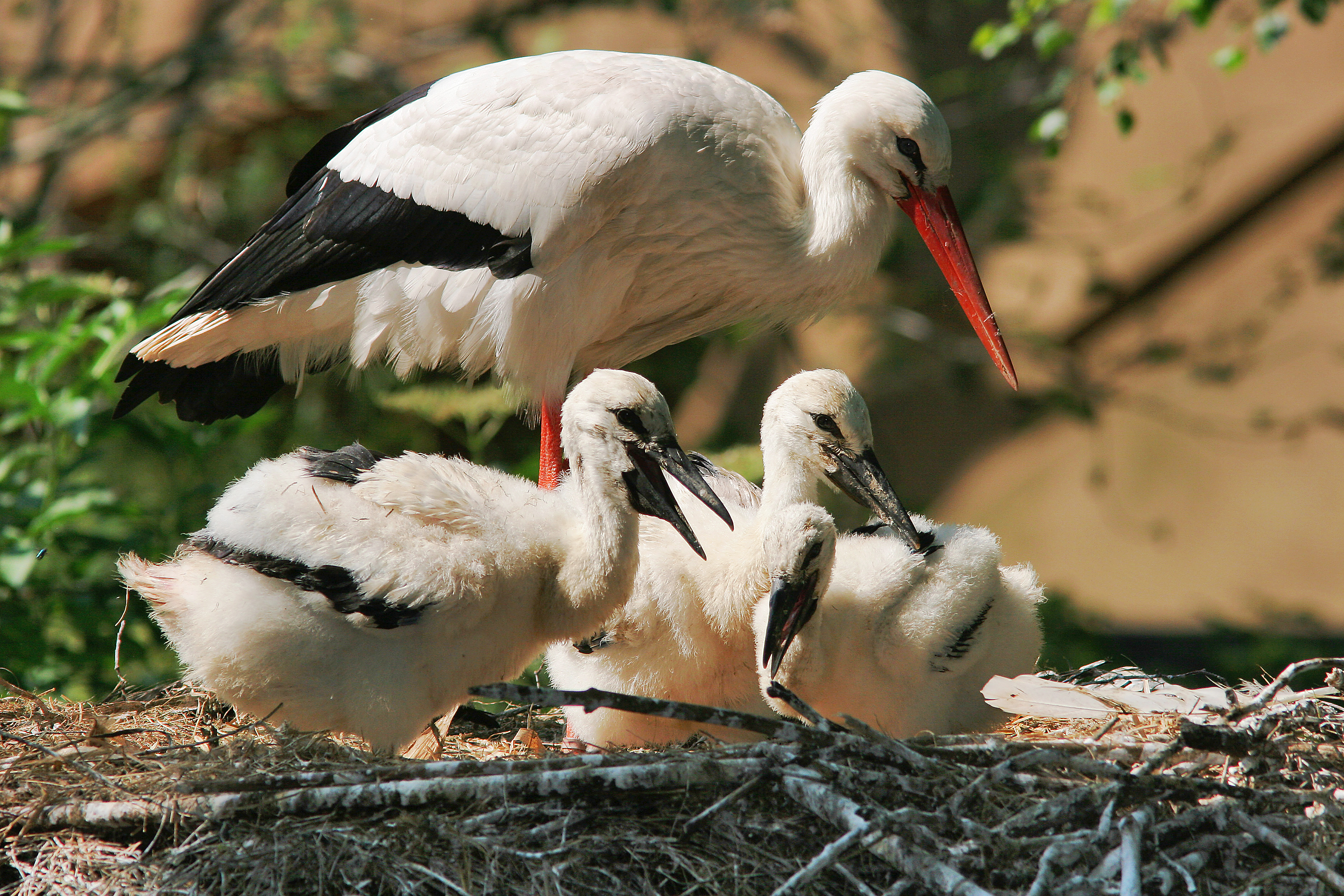
Белый аист с птенцами в гнезде

В возрасте 70 дней птенцы становятся полностью самостоятельными и в конце августа молодые птицы улетают на зимовку, без взрослых птиц, ведомые инстинктом. Взрослые аисты улетают позднее — в сентябре. Половая зрелость наступает в 3 года, однако некоторые аисты начинают гнездиться гораздо позже — в возрасте 6 лет.

## Спасение и реабилитация попавших в беду аистов
Белые аисты являются очень яркими птицами, и поэтому они часто попадаются на глаза человека в местах их обитания. Аисты нередко страдают при соприкосновении с линиями электропередач и при этом гибнут. Кроме этого, они часто попадают в руки человека, когда не могут добраться до места зимовок. Птицы ослабевают, а затем, с наступлением холодов, замерзают. Такие птицы являются частыми гостями сельских подворий, где добросердечные люди их кормят, передерживают, дожидаясь весны, чтобы выпустить их обратно на волю. Однако травмированных птиц нередко приходится оперировать в реабилитационных центрах, а затем проводить лечебные работы, направленные на восстановление функций травмированных органов. Для того чтобы привлечь внимание населения к попавшим в беду аистам, Российская Ассоциация любителей птиц выбрала аиста птицей 2014 года.

## В филателии и геральдике
Белый аист — один из символов Украины, Беларуси и Польши.

Герб Столина (Брестская область)
Герб Гааги, Нидерланды
Герб гмины Кавенчин, Польша
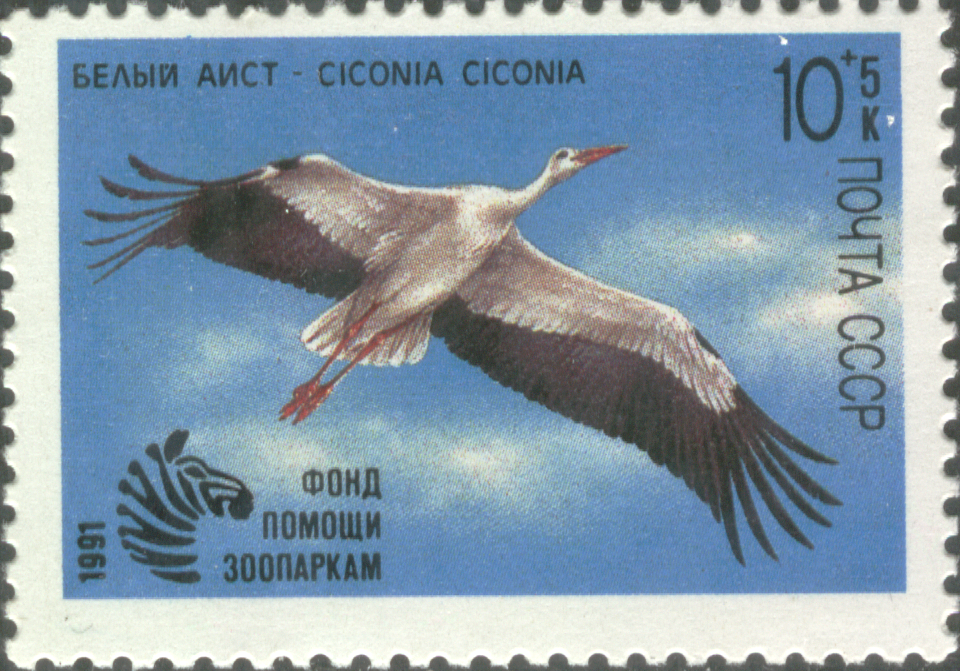
Почтовая марка, СССР, 1991 год.
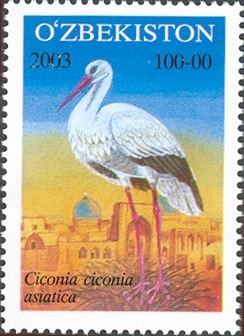
Почтовая марка, Узбекистан, 2003 год.